# Pistacia khinjuk
Pistacia khinjuk, jedna od 10 priznatih vrsta iz roda tršlja ili pistacija koja raste po umjerenim i tropskim predjelima Azije i Afrike, odnosno u Afganistanu; Egiptu (Sinaj); Indiji (Himachal Pradesh, Jammu i Kashmir); Iranu, Iraku; Jordanu; Nepalu; Pakistanu; Saudijskoj Arabiji; Siriji; Tadžikistanu; Turskoj, i to na visinama 400 do 2 400 metara.
Ova vrsta ima jestive crvene plodove. Biljka se koristi i u liječenju želučanih ulkusa i opeklina, a mastik iz kore kao aroma u proizvodnji alkoholnog pića arak (arapski: عرق).

## Vanjske poveznice
|  | Zajednički poslužitelj ima još gradiva o temi Pistacia khinjuk |
|  | Wikivrste imaju podatke o taksonu Pistacia khinjuk             |